# Video lan truyền

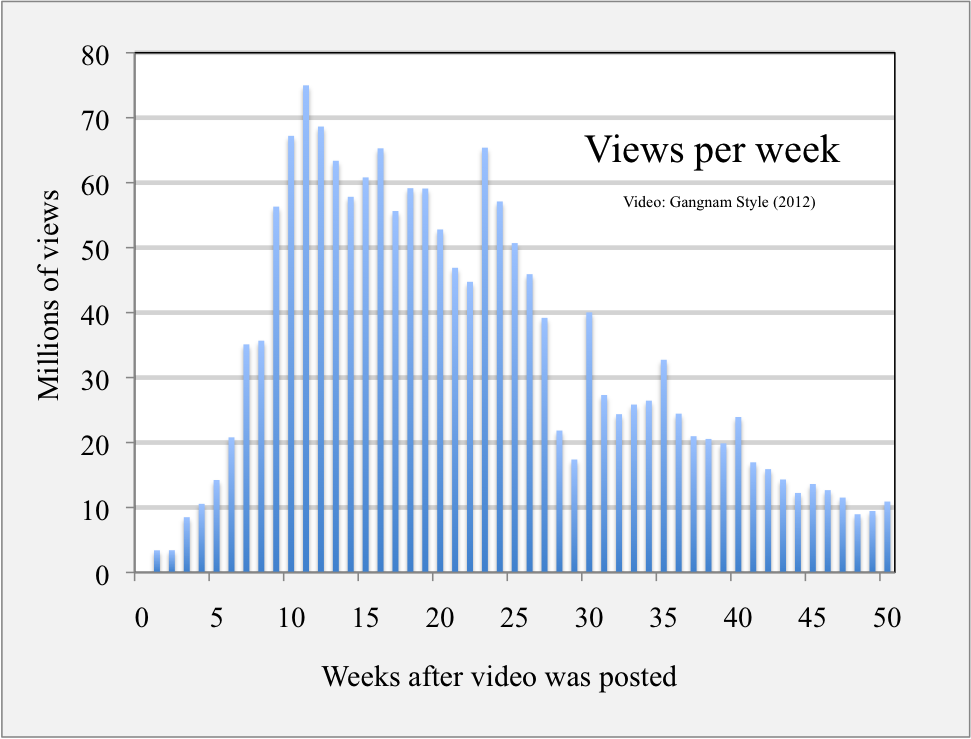
video lan truyền nhanh

Video lan truyền nhanh (hoặc Viral Video theo tiếng Anh ) là video trở nên phổ biến thông qua quá trình chia sẻ trên mạng Internet, thông thường thông qua các trang web chia sẻ video như YouTube cũng như phương tiện truyền thông xã hội và email.
Các video lan truyền có thể nghiêm túc, và một số có thể truyền cảm xúc sâu sắc, nhưng nhiều video khác tập trung vào giải trí và nội dung hài hước. Chúng có thể bao gồm các bản trích đoạn hài trên truyền hình, chẳng hạn như Numa Numa, Dick in a Box, Chocolate Rain,  và phân cảnh vai Nguyệt trong Phía trước là bầu trời. Một số sự kiện nhân chứng cũng đã được ghi lại trên video và đã "lan truyền" như Trận chiến tại Kruger (một video nghiệp dư về cuộc đối đầu của động vật trên thảo nguyên châu Phi).
Một nhà bình luận đã gọi video phim tài liệu ngắn Kony 2012 là video lan truyền nhất trong lịch sử (khoảng 34 triệu lượt xem trong ba ngày  và 100 triệu lượt xem trong sáu ngày ), nhưng "Gangnam Style" (2012) đã nhận được một tỷ lượt xem trong năm tháng   và là video được xem nhiều nhất trên YouTube từ năm 2012 và gần 5 năm, cho đến bài hát "Despacito" (2017) xuất hiện. Hiện nay, bài hát thiếu nhi Baby Shark là video được xem nhiều nhất tại Youtube (hơn 10 tỉ lượt xem) và cũng nằm trong số những video được yêu thích nhất. Tại Việt Nam, video ca nhạc "Bống bống bang bang" đã có hơn 500 triệu lượt xem.